# Ван-Мьеу
Ван-Мьеу (вьет. Văn Miếu, тьы-ном 文廟, букв. «храм литературы») — комплекс пагод с парком, первый университет Вьетнама. Находится южнее цитадели в Ханое.

## История
«Храм литературы» был основан в 1070 году императором Ли Тхань-тонгом в Тханглонге и посвящён Конфуцию. В 1076 году на его территории был учреждён первый вьетнамский университет для обучения принцев и сыновей мандаринов. Детей обучали конфуцианству по пяти священным книгам У-Цзин и каноническим книгам четверокнижия.
С 1442 года в храме стали регулярно, каждые три года, проводить церемонию вручения докторских (чанг-нгуен) дипломов. Император Ле Тхань Тонг распорядился записывать имена учеников, успешно сдавших экзамены и ставших лауреатами. Имена вырезались на каменных стелах, которые стояли на черепахах, как символах мудрости.
Из 117 таких таблиц, которые датированы с 1484 по 1780 гг., сохранились только 82 стелы, их сейчас и можно увидеть в третьем дворе храма. 1304 человека, представляющие почти все вьетнамские фамилии, отмечены в этих записях.
В 1802 году император Зя Лонг перенёс университет в новую столицу Хюэ. Храм был несколько раз разрушен, в 1920 и 1956 году подвергался реставрации, а в 2000 году полностью восстановлен с использованием традиционных материалов, сверяясь с первоначальным планом.

## Мировое наследие
В марте 2010 года экспозиция стел с именами докторов была признана ЮНЕСКО объектом всемирного документационного наследия.

## Планировка
По планировке храм похож на аналогичный в городе Цюйфу, провинции Шаньдун, где родился Конфуций. Комплекс занимает территорию 350 на 70 метров и состоит из пяти дворов, символизирующих пять стихий: огонь, воду, землю, дерево и металл. Центральная дорога символизирует «срединный путь» Конфуция. На ней расположено несколько ворот и портиков. На воротах написаны китайские изречения, состоящие из одинакового количества иероглифов.
В первых двух дворах находятся лотосовые пруды и священные деревья баньян. По центральной дороге мог ходить только император, для остальных были предназначены боковые проходы. У входа в третий двор находится квадратный павильон Кхюе Ван, где собиралась комиссия, выбиравшая мандаринов на основании литературного экзамена. Дальше пропускались только успешно сдавшие экзамен.
В третьем дворе, в центре расположен большой пруд, по сторонам которого находятся стелы с записями имён, сдавших экзамен, о которых говорилось выше. Современные студенты перед экзаменами приходят сюда и трогают голову черепах, чтобы получить хорошие отметки.
Четвёртый двор называется двором мудрецов. Здесь расположен главный храм поклонения Конфуцию. Он стоит на 40 столбах, расписанных изображениями дракона. По сторонам от главного храма находятся павильоны для поклонения 72 его ученикам и Тю Ван Ану, который был ректором университета.
В пятом дворе находится здание училища с классами и спальнями для учеников. В 1947 году во время бомбардировки французскими войсками он был разрушен. Восстановлен в 2000 году.
Переход из первого дворика к последнему пятому символизирует процесс конфуцианского посвящения и путь учёного человека.

## Скульптуры
Несмотря на запрет идолопоклонства в конфуцианстве, в храме находятся деревянные статуи Конфуция, Тю Ван Ана, часть сохранившихся статуй учеников, а также традиционные для вьетнамцев статуи черепах и журавлей, как символов долголетия.

## Упоминания
Храм изображён на купюре в 100 000 донг.

## Галерея
- «Храм литературы»
- Четвёртый двор
- Центральная дорога
- Стелы с именами лауреатов экзамена
- Храм на купюре
- Храм на почтовой марке СССР